# Брандушка (урочище)
Бранду́шка — заповідне урочище.
Розташоване в Добропільському районі Донецької області біля села Новотроїцьке. Статус заповідного урочища присвоєно рішенням обласної ради н.д. від 25 березня 1995 року. Площа — 1 га. Територія урочища являє собою петрофітний різнотравно-типчаково-ковиловий степ на пісковиках. 4 види рослин, які ростуть в урочищі, занесені до Червоної книги України — брандушка різнобарвна, ковила дніпровська, ковила Лессінга, сон чорніючий.